# Dobreni, Giurgiu
Dobreni este un sat în comuna Vărăști din județul Giurgiu, Muntenia, România. Este situat în partea de est a județului, în Câmpia Burnazului. La recensământul din 2002 avea o populație de 2.340 locuitori.

## Istoric
Poziția localității, la confluența Cociocului cu Sabarul, demonstrează că pescuitul era una din activitățile de bază pentru obținerea hranei. Uriașii codri al Vlăsiei, care dominau întreaga zonă, erau o sursă inepuizabilă de vânat, lemn pentru construcție și pentru foc, precum și locul de unde se culegeau diverse fructe. Păstoritul era una din ocupațiile de bază. Morăritul se desfășura la moara de apă din Dobreni, care avea o capacitate foarte mare, dispunând de șase roți, producerea făinii aducând venituri semnificative lui Constantin Șerban, după cum spunea Paul de Alep.